# Videobombing

Le videobombing est l'apparition inattendue d'une personne, d'un animal ou d'un objet dans une vidéo à l'insu de l'opérateur de la caméra ou des personnes filmées. L'insertion dans la vidéo est souvent faite dans le but de jouer un tour au cadreur ou aux personnes filmées. C'est parfois une tentative délibérée de créer une vidéo virale.
Une personne souhaitant créer une videobomb peut s'insérer dans une vidéo d'un athlète célèbre, d'une célébrité en train d'être interviewée, d'une émission de nouvelles en direct filmée dans un lieu public ou d'une séquence quelconque dans laquelle des gens sont présents. Certaines personnes s'insèrent dans des videobombs de façon répétitive comme Chris Bosh et Paul Yarrow,.

Le principe du videobombing n'est pas nouveau : on en trouve les prémices en 1914 dans le film Charlot est content de lui. 
Il existe un terme connexe, le photobombing, qui applique le concept du videobombing à une photographie plutôt qu'à une séquence vidéo.